# 氟乙酰氯
氟乙酰氯是一种酰氯有机化合物。
1948 年，普渡大学的William E. Truce教授描述了氟乙酰氯的合成，“因为其将基团-COCH 2F引入有机分子中的潜在价值”。  在该合成中，他使氟乙酸钠与五氯化磷反应，得到了目标化合物。

## 相关
- 氟乙酸
- 氟乙酸甲酯
- 氟乙酸钠